# Кулик-сорока довгодзьобий
Кулик-сорока довгодзьобий (Haematopus longirostris) — вид сивкоподібних птахів родини куликосорокових (Haematopodidae).

## Поширення
Вид трапляється вздовж всього морського узбережжя Австралії і Тасманії, південного узбережжя Нової Гвінеї, на островах Ару та Кай. Світова популяція оцінюється в 11 000 птахів, з яких близько 10 000 живуть в Австралії.

## Опис
Тіло завдовжки 45-50 см, розмах крил 85-95 см, вага тіла 650—750 г. Голова, шия, груди, спина, крила і хвіст чорні. Черево, підхвістя та пір'я на внутрішній стороні крил білі. Довгий і міцний дзьоб помаранчевого кольору. Ноги рожеві. Кільце навколо очей помаранчеве.

## Спосіб життя
Трапляється вздовж морського узбережжя на піщаних пляжах та скелястих берегах. Живиться, переважно, двостулковими молюсками, рідше крабами і поліхетами. Сезон розмноження припадає на червень-січень. Гніздо — це неглибоке заглиблення в піску або серед морських водоростей, що викинуло на берег. Кладка складається з двох яєць. Інкубація триває 26-29 днів. Молоді птахи можуть літати через 49 — 56 днів.